# Burg Koepfel

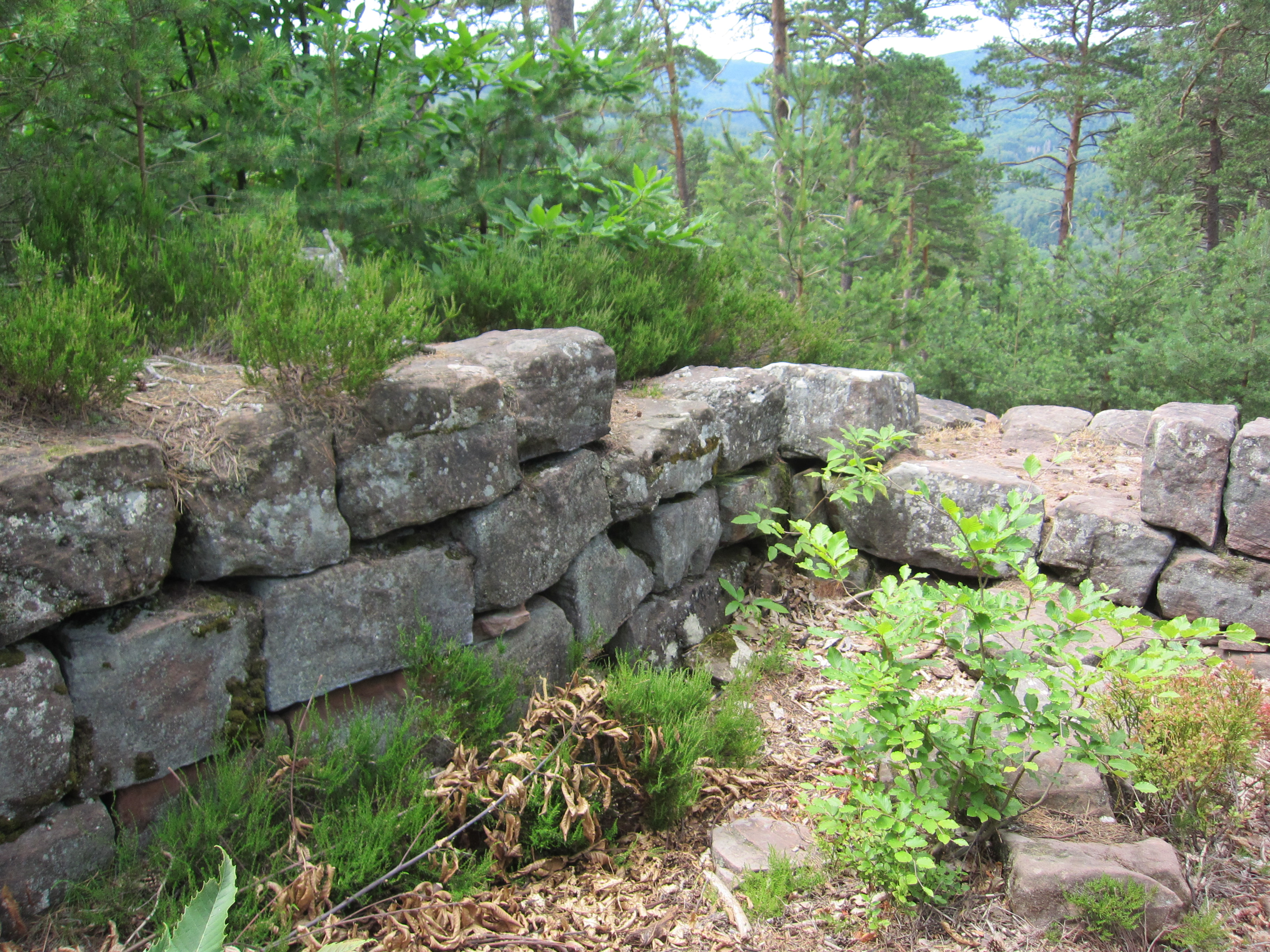
Südwestecke der Burg

Die Burg Koepfel, französisch Château de Koepfel, ist die Ruine einer Höhenburg bei Ottrott im französischen Departement Bas-Rhin im Elsass. Sie liegt auf einem Vorsprung des gleichnamigen Berges. Es handelt sich um eine rechteckige Anlage. Mauern (Steinquader in Trockenbauweise), Tore und Türme sind anhand der Mauerreste noch zu erkennen.